# Tamisdat
Tamisdat (Тамиздат [-z-]: russisch там – dort, издавать – auflegen/verlegen (ein Buch); (vgl. издательство – Verlag); wörtlich: „Dortauflage“, „Dortverlegtes“, „Dortherausgegebenes“, kurz: „Dortverlag“) ist die Bezeichnung für verbotene Literatur aus den sozialistischen Ländern des Ostblocks, die von in ihren Heimatländern lebenden Autoren verfasst, aber im Westen gedruckt wurde. Die Autoren des Tamisdat lebten z. B. in der Sowjetunion, der Tschechoslowakei, Polen oder der DDR. Die Exil-Verlage, welche die Werke in der jeweiligen Muttersprache herausgaben, hatten ihren Sitz in der Regel in Frankreich, den USA, der Bundesrepublik Deutschland und Kanada. Der Begriff des Tamisdat umfasst Werke aus der Zeit vom Ende der 1950er bis Ende der 1980er Jahre.

## Wortbedeutung
Tamisdat war in der russischen Sprache eine ironische Neubildung in Analogie zu dem bereits bestehenden Wort Samisdat (Selbstverlag) oder den offiziellen Bezeichnungen staatlicher Verlage wie Gosisdat (Staatsverlag). Während beim Samisdat die verbotenen Texte mit verschiedenen Techniken im eigenen Land vervielfältigt wurden, schmuggelte man beim Tamisdat den Text in den Westen und druckte ihn dort bei einem Verlag. Danach wurden einzelne gedruckte Exemplare in das Ursprungsland zurück geschmuggelt.
Von Samisdat und Tamisdat unterschieden wird in der Forschung die Exilliteratur, das heißt die Literatur jener Autoren, die als Exilanten im Ausland lebten und dort bei Verlagen veröffentlichten. Zwischen Samisdat, Tamisdat und Exilliteratur gibt es allerdings vielfältige Überschneidungen und Wechselbeziehungen. Alexander Solschenizyns Werke wurden zeitweise im Samisdat, oder im Tamisdat veröffentlicht, andere Werke erschienen während seines unfreiwilligen Exils im Westen.

## Tamisdat in der DDR
Die DDR nimmt im sozialistischen Lager eine Sonderstellung ein, da hier der Tamisdat jederzeit stärker als der Samisdat war. Autoren nonkonformer Literatur und Publizistik hatten die Möglichkeit, in der Bundesrepublik Deutschland zu veröffentlichen – also in einem Nachbarland mit der gleichen Sprache und einem Publikum, das diese Veröffentlichungen kaufte. Sowohl aus wirtschaftlichen als auch aus sprachlichen Gründen war der Tamisdat der DDR daher im Vergleich zum russischen, tschechischen oder polnischen Tamisdat in einer ungleich günstigeren Lage.
Seit 1964 veröffentlichte beispielsweise Robert Havemann seine Schriften in Westdeutschland. Die dort erschienenen Bücher wie Dialektik ohne Dogma? Naturwissenschaft und Weltanschauung (1964), Fragen Antworten Fragen (1970) oder Rückantworten an die Hauptverwaltung „Ewige Wahrheiten“ (1971) wurden in die DDR geschmuggelt und kursierten dort als Originalausgabe oder als Abschrift im Samisdat. Rudolf Bahros Die Alternative. Zur Kritik des real existierenden Sozialismus wurde 1977 als Vorabdruck im Spiegel und danach als Buch veröffentlicht. Auch diese Schrift wurde wieder zurückgeschmuggelt und in der DDR verbreitet. Als literarisches Beispiel können die Werke Stefan Heyms gelten, die von 1976 bis zum Zusammenbruch der DDR zum großen Teil nur in der Bundesrepublik Deutschland veröffentlicht wurden.
Ein Sonderfall war die sog. „Ballonaffäre“ 1969, als das Bundesverteidigungsministerium 50.000 Exemplare der Erinnerungen von Jewgenija Ginsburg in deutscher Übersetzung an Ballons befestigt in Richtung DDR fliegen ließ – in Einbänden, die den Dienstbüchern der DDR-Grenztruppen ähnlich sahen, damit sie von den Soldaten ohne größeres Risiko aufgehoben werden konnten. In diese Bücher war allerdings auch eine Aufforderung eingedruckt, sich brieflich an eine Deckadresse im Westen zu wenden, was den Tatbestand der Spionage erfüllt hätte.
In der Ära Honecker wurden ungenehmigte Veröffentlichungen im Westen mehrfach als Verstoß gegen Devisenbestimmungen verfolgt.